# 阿尔弗雷德·库宾
阿爾弗雷德·里奧波德·伊西多爾·庫賓（Alfred Leopold Isidor Kubin，1877年4月10日—1959年8月20日），是奥地利的版画家、插画家，偶尔变身成为作家。他是象征主义和表现主义的重要代表。
庫賓出生在波希米亚的利特梅里茨（Leitmeritz），当时属于奥匈帝国，现在是捷克的利托梅日采。
1892年至1896年间，他当风景摄影师阿洛伊斯·比爾（Alois Beer）的学徒，开始学习一些艺术方面的技能。1896年，他在他母亲的坟墓前自杀未遂。次年由于神经衰弱结束了短暂的军旅生活。
1898年，庫賓开始在自然主义画家路德维希·施密德-罗伊特（Ludwig Schmid-Reutte）的私人学院进行艺术研究，不过直到他在慕尼黑美术学院入学前并没有完成在那里的研究。
在慕尼黑，庫賓发现了奥迪隆·雷东、爱德华·蒙克、詹姆斯·恩索尔、亨利·德格鲁和费利西安·罗普斯的作品。
他深受马克斯·克林格尔版画的影响：“一个新的艺术向我敞开了怀抱，我恣意地表现每个虚幻的感官世界。在离开版画前，我发誓我将用我的生命来创作这样的作品”克林格尔和戈雅的凹版腐蚀制版法影响了他这个时期的风格，大体上是幻想类的水墨画，偶尔画一些死亡题材。
在1902年至1910年间，庫賓还画了一点油画，但是从那之后，他主要在画钢笔画、水彩和版画。1911年，他开始和蓝骑士来往，并在1913年在柏林的暴风雨画廊（Der Sturm）和他们一起举办画展。不过之后，他离开了先锋派。
庫賓被认为是象征主义和表现主义的重要代表，以阴暗可怖的想象闻名。就像奥斯卡·科柯施卡和阿爾伯特·巴黎斯·居特爾斯洛，庫賓既有艺术天赋，又有文学天赋。
他给埃德加·爱伦·坡、E·T·A·霍夫曼和费奥多尔·陀思妥耶夫斯基等人的作品绘制过插图。庫賓同时还為德国幻想杂志《蘭花園》绘制插图。
庫賓最著名的书是《另一側》（Die andere Seite，1909年），是一部发生在一个虚构的压迫之地的幻想小说。这部小说幽闭荒诞的风格让人想到弗朗茨·卡夫卡的作品。《另一側》的插图最初是用在古斯塔夫·梅林克的小说《魔像》中，但是由于《魔像》出版的延期，庫賓把它们用在了自己的小说中。
从1906年直到他去世，他在上奥地利州因河畔韋恩施泰因茨維克列德特（Zwickledt）的一座12世纪的小城堡过着孤独的生活。
1938年德奥合并（1938年3月12日纳粹德国与奥地利第一共和国合并），他的作品被污蔑为堕落的艺术，但是他仍在二战期间努力创作。